# Wright Patman

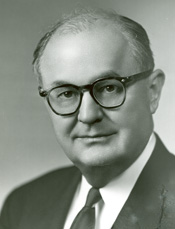
Wright Patman

John William Wright Patman (* 6. August 1893 bei Hughes Springs, Cass County, Texas; † 7. März 1976 in Bethesda, Maryland) war ein US-amerikanischer Politiker. Er vertrat den Bundesstaat Texas im US-Repräsentantenhaus.

## Werdegang
Wright Patman wurde am 6. August 1893 in Patman's Switch nahe Hughes Springs geboren. Dort besuchte er die öffentliche Schule und graduierte 1912 an der High School von Hughes Springs. Anschließend besuchte er den rechtswissenschaftlichen Fachbereich der Cumberland University in Lebanon, Tennessee und machte dort 1916 seinen Abschluss. Ferner beschäftigte er sich zwischen 1913 und 1914 mit landwirtschaftlichen Arbeiten. Seine Zulassung als Anwalt erhielt Patman 1916 und begann dann als stellvertretender Staatsanwalt im Cass County zu praktizieren. Diese Tätigkeit übte er bis 1917 aus.
Als sich die Vereinigten Staaten entschlossen, 1917 in den Ersten Weltkrieg einzutreten, verpflichtete sich Patman in der United States Army. Dort diente er zuerst als Private und später bis 1919 als Maschinengewehroffizier. Nach dem Krieg kehrte er nach Hause zurück und kandidierte 1921 als Demokrat für einen Sitz im Repräsentantenhaus von Texas. Patman siegte und gehörte dem Staatsparlament bis 1924 als Abgeordneter an. Anschließend fungierte er bis 1929 als Bezirksstaatsanwalt des fünften Gerichtsbezirks von Texas. Danach bewarb er sich um einen Sitz im US-Repräsentantenhaus und wurde in den 71. Kongress gewählt. Des Weiteren wurde er noch 23 weitere Male wiedergewählt. Patman übte seine Tätigkeit im Kongress von 4. März 1929 bis zu seinem Tod am 7. März 1976 in Bethesda, Maryland aus.
Während seiner Zeit im Kongress war er der Vorsitzende des Select Committee on Small Business (81., 82. und 84. bis 87. Kongress), des Joint Economic Committee (85., 87., 89., 91. und 93. Kongress), des Joint Committee on Defense Production (89., 90., 92. und 94. Kongress) und des Committee on Banking and Currency (89. bis 93. Kongress). Ferner gehörte Patman zu den Unterzeichnern des Southern Manifesto, eines Protestschreibens, das sich gegen die Aufhebung der Rassentrennung (Desegregation) aussprach.
Wright Patman wurde auf dem Hillcrest Cemetery in Texarkana, Texas beerdigt.

## Watergate Untersuchung
Wright Patmans gleichnamiger Ausschuss spielte eine wichtige Rolle in den frühen Tagen der Watergate-Affäre, die letztlich Präsident Richard Nixon zu Fall brachte. Der Patman-Ausschuss stellte Nachforschungen zu den 100-Dollar-Scheinen an, die nach dem gescheiterten Einbruch am 17. Juni 1972 bei den festgenommenen Installateuren gefunden worden waren, von denen geradewegs eine Verbindung mit dem CREEP, dem Wiederwahlausschuss des Präsidenten, vermutet wurde. Der auf das Geld gerichtete Untersuchungskurs erwies sich letztendlich als Nixons Ruin, obwohl Patmans Ausschuss durch Nixon und seinen Vizepräsidenten Gerald Ford blockiert wurde.

## Familie
Wright Patman war der Vater von William Neff Patman (1927–2008), der von 1981 bis 1985 ebenfalls dem US-Repräsentantenhaus angehörte.

## Biographie
- Owens, John E. “Extreme Advocacy Leadership in the Pre-Reform House: Wright Patman and the House Banking and Currency Committee.”
- British Journal of Political Science 15 (April 1985): 187-206; Schmelzer, Janet Louise.
- “The Early Life and Early Congressional Career of Wright Patman, 1894–1941.”
- Ph.D. dissertation, Texas Christian University, 1978.